# チャルチウィトリクエ

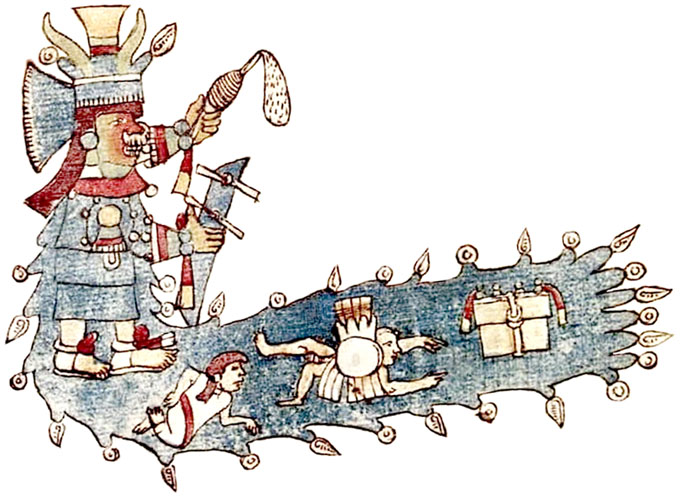
チャルチウィトリクエ

チャルチウィトリクエまたはチャルチウトリクエ（Chalchiuhtlicue、Chalchihuitlicue）は、アステカ神話に登場する水の女神。
その名前は「翡翠(chālchihuitl)のスカート(īcuē < cuēitl)」を意味している。
神話によってトラロックの妻、姉、または母とされる。また他の水の神と同様、ケツァルコアトルとともに出現することが多い。トラロックと同様に山の中に住み、時に応じて水をもたらすが、それは人間によい影響をもたらすことも悪い影響をもたらすこともある。トラロックとの間に月神テクシステカトルを生んだとも伝える。
ナワ族の5つの太陽の伝説において、彼女は現在の前の時代（第4の太陽、4の水）において大洪水を起こして世界を滅ぼしたという。また、1500年ごろにアウィツォトルはコヨアカンからテノチティトランに水道を引いたが、コヨアカンの首長をアウィツォトルが殺したためにその守護神のチャルチウィトリクエが怒り、水道は洪水事故を起こしたとも伝えられる。
メシカでは乾季に水を求めるため、6-8歳の男子をトラロックのために生贄にし、同時に女子をテスココ湖中のパンティトランでチャルチウィトリクエのために生贄にした。
暦の上ではヘビの日の守護神であり、またトレセーナの1の葦の守護神でもある。
チャルチウィトリクエは新生児の守護女神でもあり、また病気などから赤ん坊を守るとされた。産婆が新生児を水で清める時にチャルチウィトリクエの名を呼んでその加護を求めた。
絵文書では、通常チャルチウィトリクエは翡翠で飾られたスカートをはき、また頬に1-2本の縦に描かれた短い黒線が描かれる。ヘビの頭のかぶと、翡翠の首飾り、胸に鏡または円板などを着用していることもある。また、チャルチウィトリクエから流れる水に男女の子供が描かれていることがあり、ここでは明らかに出産の神として扱われている。チャルチウウェウェの名では婚礼を司り、エルサルバドルのピピル人の間でも信仰される。
チャルチウィトリクエは古典期のテオティワカンのフレスコ画に見られる女神に由来するかもしれないが、しばしばトウモロコシの女神であるシロネンないしチコメコアトルとの混同が起きている。